# Waldschlösschenviertel

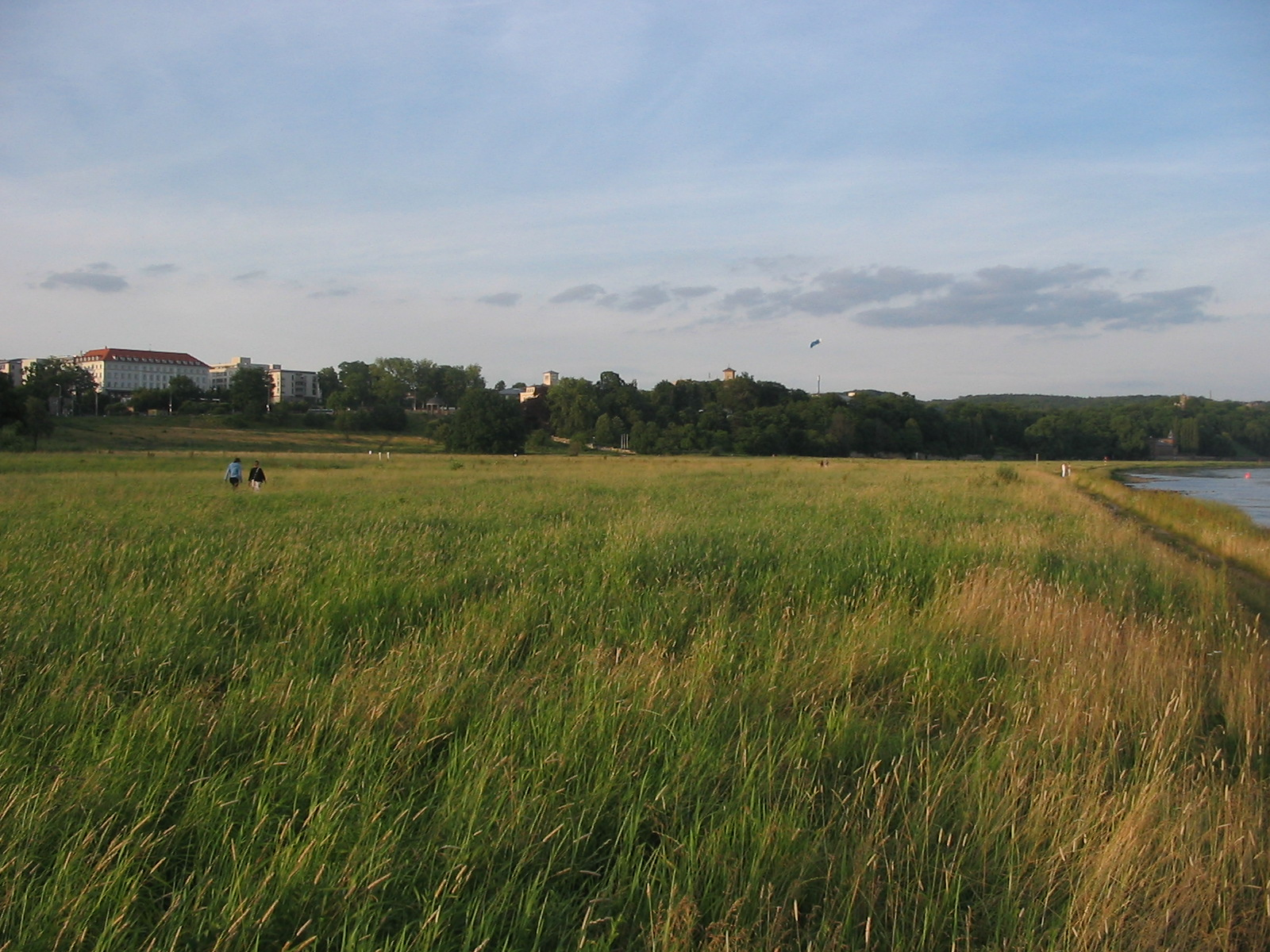
Elbufer am Waldschlösschen vor dem Beginn der Brückenbauarbeiten; links im Bild das Brauhaus

Das Waldschlösschenviertel ist eine Fläche im Dresdner Stadtteil Radeberger Vorstadt, die sich östlich des Preußischen Viertels zwischen Bautzner Straße und Radeberger Straße erstreckt. Benannt wurde es nach dem Waldschlösschen, einem ab 1800 errichteten ehemaligen Jagdhaus. Bekannt geworden ist das Viertel insbesondere durch die über dem Flusstal gelegene Südterrasse des Restaurants Brauhaus am Waldschlösschen mit Panoramablick auf die Elbe und bis zum historischen Stadtzentrum. Das Areal gehört zur Pufferzone (die Waldschlösschenwiese zur Kernzone) des ehemaligen Weltkulturerbes Dresdner Elbtal.
Während das „Brauhaus“ als bekannteste Einrichtung des Areals sowie auch zahlreiche andere mittlerweile gemäß Heysescher s‑Schreibung (Rechtschreibreform von 1996) „Waldschlösschen“ schreiben, entspricht der Name der vorbeiführenden Straße der Adelungschen Schreibweise Waldschlößchen (amtliche Rechtschreibung bis 1996). Der Name der vor dem Areal verlaufenden Elbbrücke ist aufgrund der über sie geführten jahrelangen Kontroverse besonders häufig in dieser Schreibweise mit ß anzutreffen.

## Jagdhaus „Waldschlösschen“

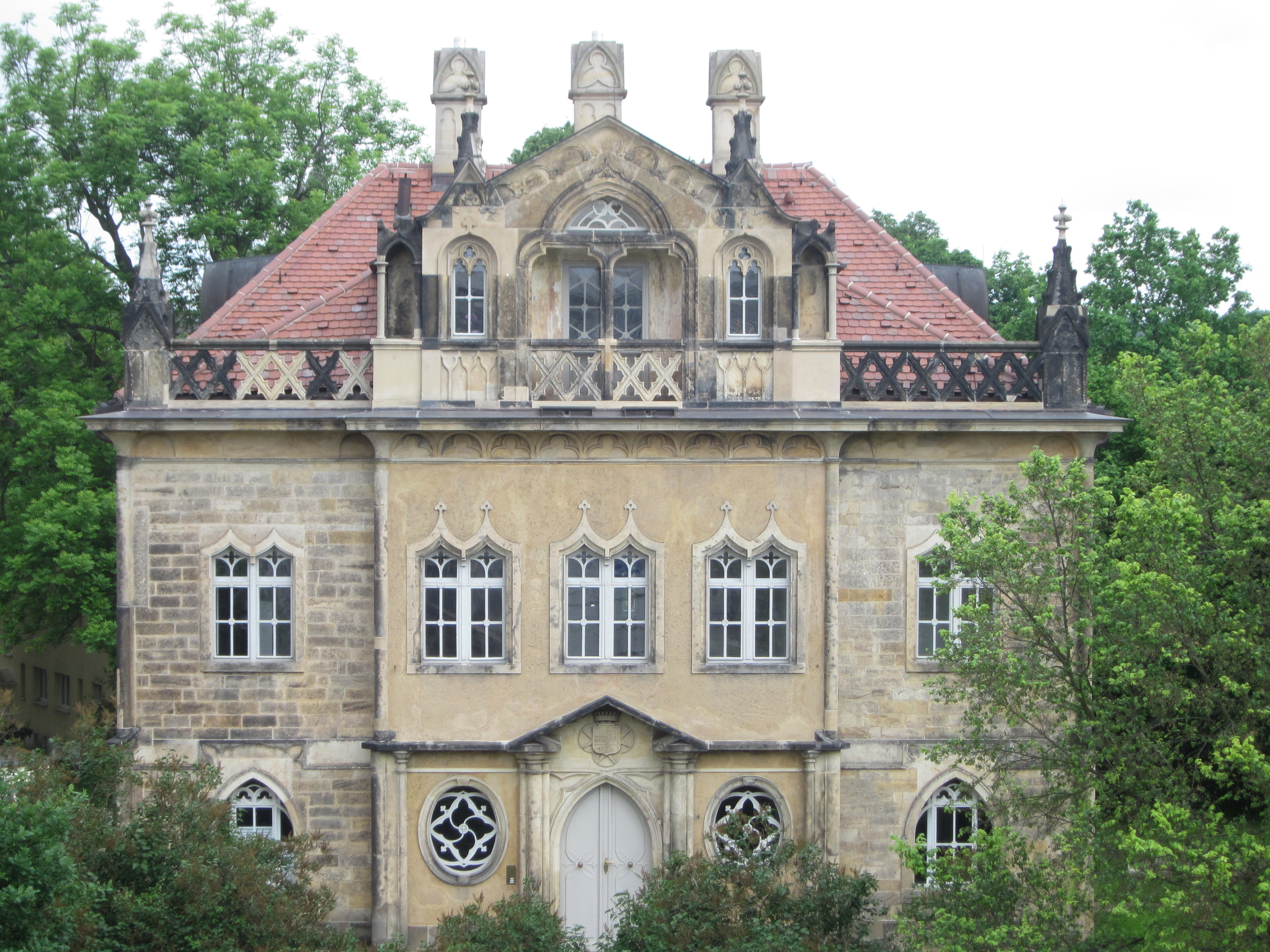
Das Jagdhaus nach der Sanierung

Das Waldschlösschen an der Radeberger Straße 60 ist ein vom italienischen Grafen Camillo Marcolini, dem Kammerherrn Kurfürst Friedrich Augusts III., von 1800 bis 1803 errichtetes Jagdhaus im neugotischen Stil. Nachdem der Graf ein Mustergut mit Vorwerksgebäuden an der heutigen Bautzner Straße 96 hatte aufbauen lassen, ließ er das Waldschlösschen vor allem für seine Gemahlin Maria Anna O’Kelly im damals modernen englischen Stil errichten. Ab 1829 wurde dort eine Schankwirtschaft betrieben.
Das Gebäude wurde in der ersten Hälfte des 20. Jahrhunderts zum Wohnhaus umgebaut. Nachdem es jahrelang leer stand, zusehends verfiel und sich im Juni 2008 kein einziger Kaufinteressent dafür fand, endete die nächste Versteigerung am 2. Juni 2009 bei zehn Bietern mit einem Verkauf für 214.000 Euro an einen Privatmann. Das denkmalgeschützte Gebäude wurde von 2009 bis 2013 saniert und ist Teil einer Privatklinik.

## Brauerei und Restaurant „Brauhaus am Waldschlösschen“

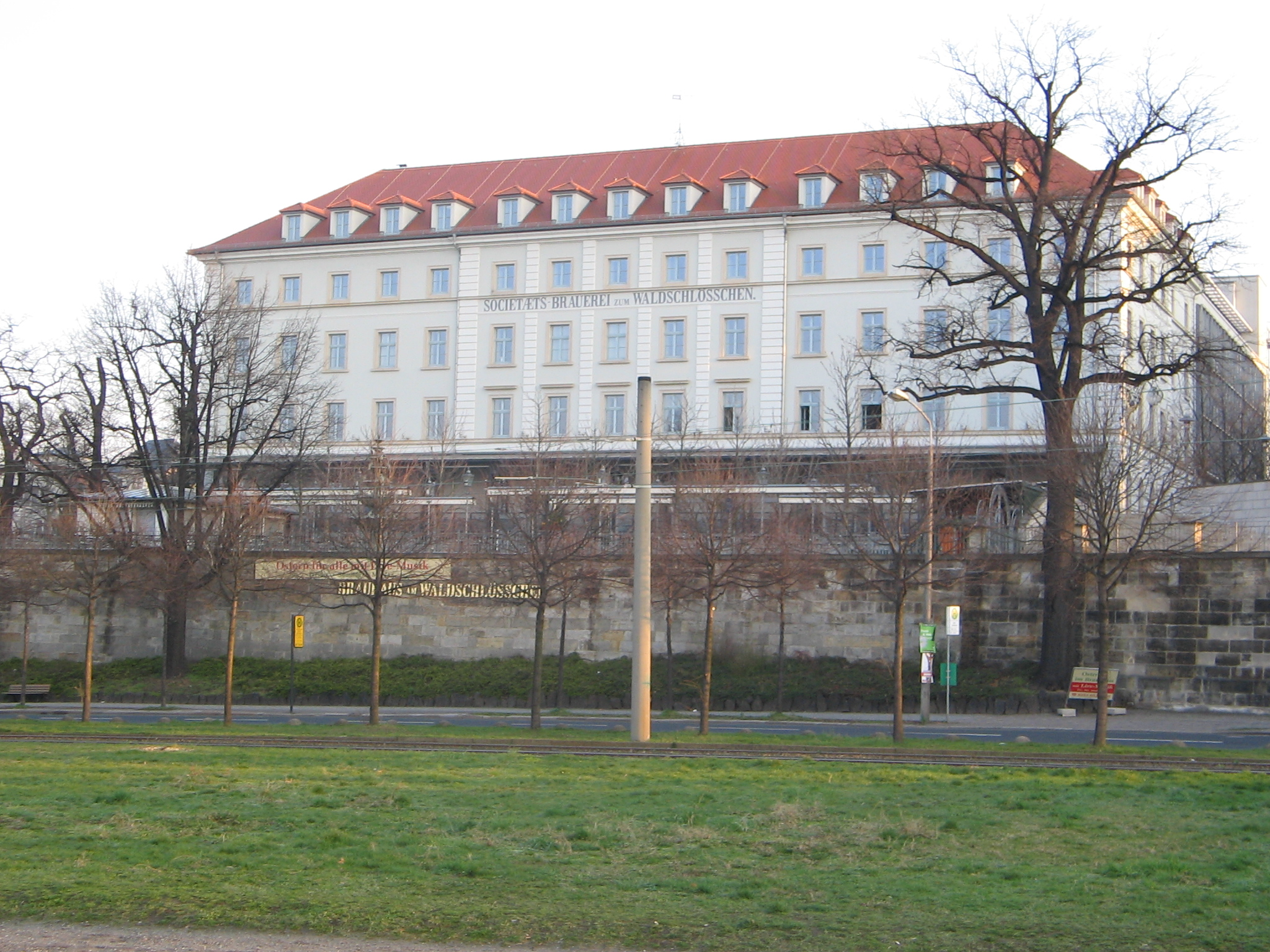
Brauhaus am Waldschlösschen

Der Aktienverein der Societätsbrauerei zu Dresden errichtete auf dem 1836 erworbenen Gelände eine Großbrauerei, die am 26. März 1838 eingeweiht wurde. Das Waldschlößchen-Bier wurde nicht nur nach Berlin und Leipzig, sondern ab 1855 auch nach Brasilien exportiert. Das der Brauerei angeschlossene Lokal nebst Biergarten entwickelte sich in dieser Zeit zu einem gastronomischen Hauptanziehungspunkt Dresdens.
In der DDR wurde im Brauhaus bis Anfang der achtziger Jahre Bier gebraut, danach wurden nur noch alkoholfreie Getränke hergestellt. In der Wendezeit schloss der Betrieb und wurde 1997 nach Um- und Ausbauten als Gasthausbrauerei wiedereröffnet.

## Waldschlösschenwiese und Waldschlösschenblick

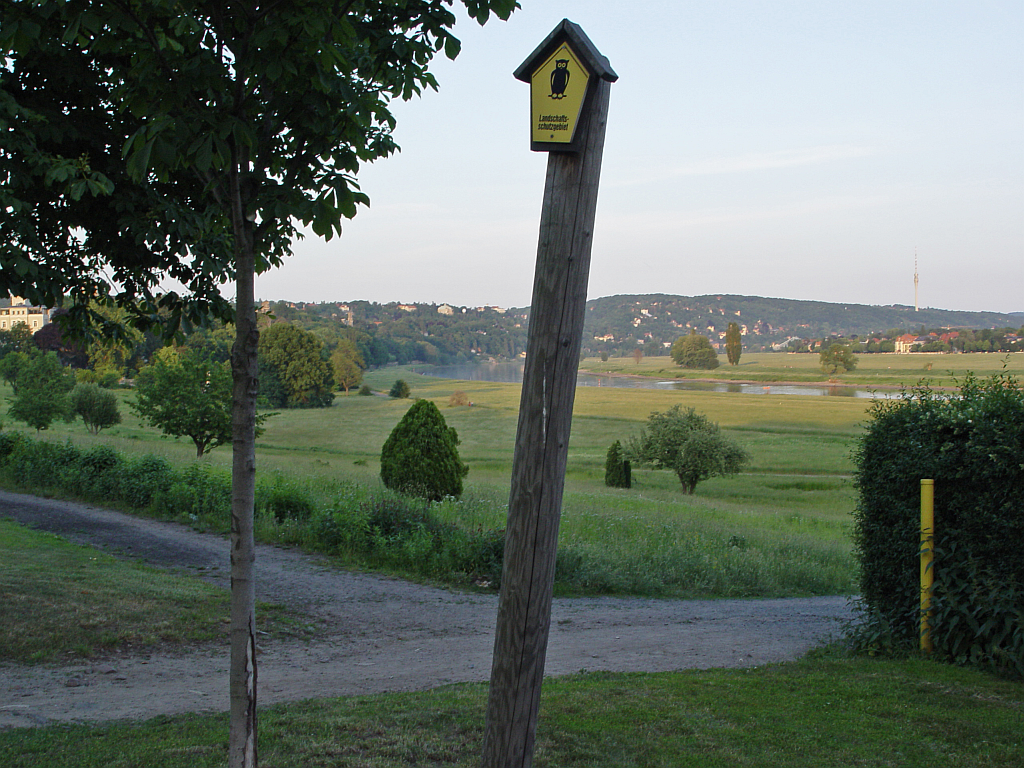
Waldschlösschenwiese im Jahr 2003

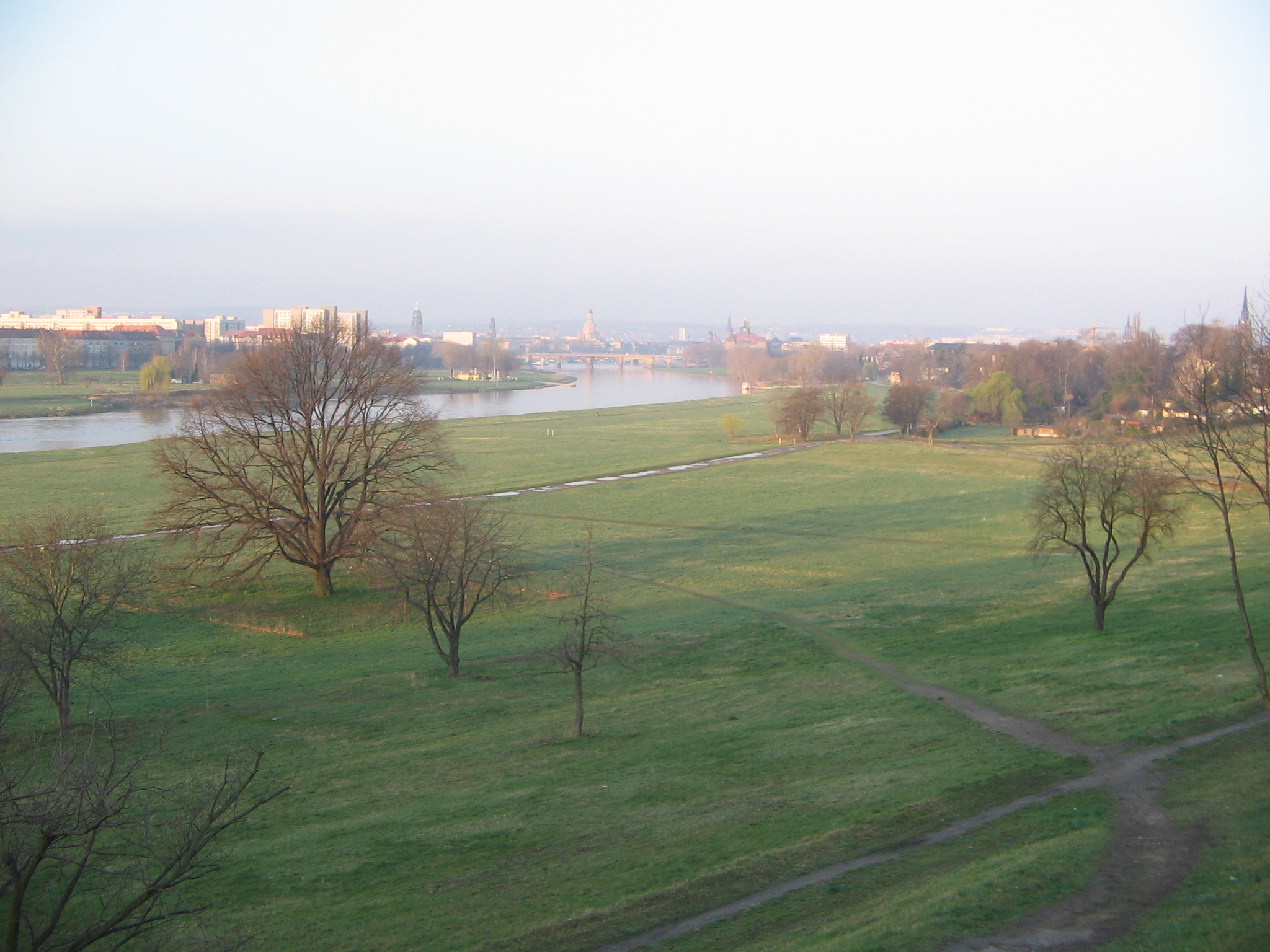
März 2007

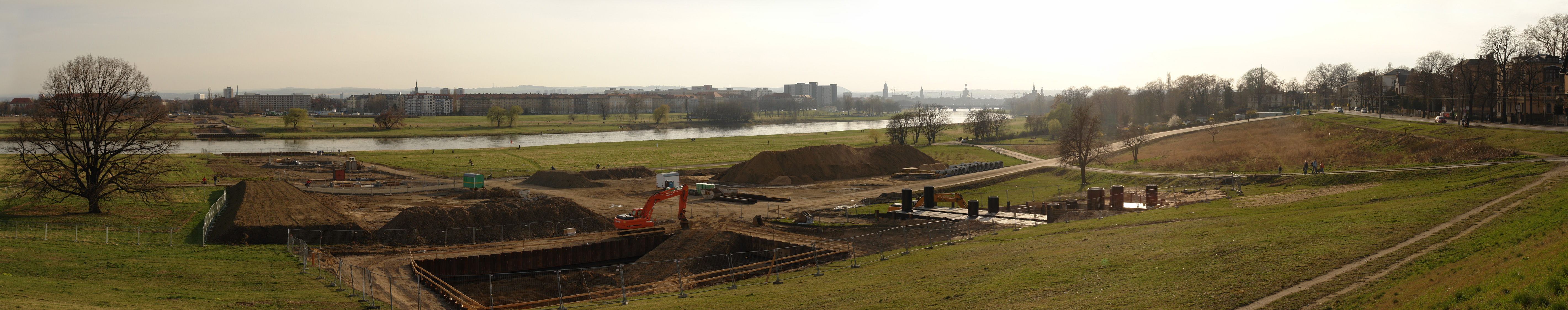
März 2008

Seine über die Zeiten erhalten gebliebene besondere Attraktivität verdanken das Areal des Brauhauses und der Abschnitt der unterhalb vorbeiführenden Bautzner Straße dem sogenannten Waldschlösschenblick. Er gehört neben dem Canaletto-Blick zu den berühmtesten Panoramaansichten Dresdens. Die an dieser Stelle beginnende rechtselbische Aufweitung des Elbtals, die Krümmung des zu Füßen liegenden Flusslaufs und das in der Ferne erkennbare Panorama der Dresdner Altstadt mit der Frauenkirche bilden ein harmonisches Ganzes. Dieser Anblick wurde seit Jahrhunderten immer wieder in der Literatur gepriesen, wobei der historische Waldschlösschenblick seit etwa 1838 durch die Bebauung des Areals mit der Waldschlößchenbrauerei nicht mehr vorhanden ist.
Ab 1842, der Eröffnung der Aussichtsterrasse (Südterrasse des Brauhauses am Waldschlösschen) wurde der Begriff auf die von dort vorhandene Aussicht übertragen. Da auch dieser historische Blick durch Baumbewuchs und durch die Verbreiterung der Bautzner Straße in den 1930er Jahren ebenfalls nicht mehr vorhanden ist, wurde 1936 ein Pavillon an der Südseite der Bautzner Straße errichtet.
Der faszinierende Blick ist möglich, weil an dieser Stelle die elbwärtige Seite der Straße auf einer Länge von etwa 300 Metern unbebaut blieb. Im Jahr 1908 kaufte die Stadt dieses als Waldschlösschenwiesen bezeichnete Areal an, um neben der notwendig gewordenen Verbreiterung der Verkehrswege sicherzustellen, dass die Fläche nicht bebaut wurde.
Die Waldschlösschenwiese gehört zu den Dresdner Elbwiesen und ist der Teil mit dem stärksten Gefälle. In der näheren Umgebung markiert die Waldschlösschenwiese eine breite Stelle der Elbwiesen, die stromaufwärts durch die Dresdner Elbhänge und stromabwärts durch die Bebauung der Innenstadt wieder schmaler werden. Sie bildet gleichzeitig einen Ausläufer der Elbhänge. Einen Teil ihrer Fläche wird durch die Waldschlößchenbrücke in Anspruch genommen, die ihrerseits nun zahlreiche zusätzliche Aussichtspunkte auf die Dresdner Altstadt ermöglicht.

## Waldschlößchenbrücke
In Nachbarschaft des Areals befindet sich die Elbquerung Waldschlößchenbrücke. Auf Grund der Lage in der Kulturlandschaft Dresdner Elbtal wurde der Bau der Brücke kontrovers diskutiert und viele Jahre verschoben. UNESCO und andere Gegner des Projekts sahen durch die Brücke unter anderem auch den Waldschlösschenblick erheblich beeinträchtigt, siehe Artikel Dresdner Brückenstreit.
Die Weiterführung des Verkehrszuges Waldschlößchenbrücke führt in einem Tunnel westlich am Waldschlösschenareal vorbei.